# Tyrese Gibson

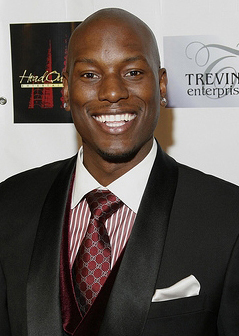
Tyrese Gibson (2008)

Tyrese Darnell Gibson (* 30. Dezember 1978 in Los Angeles) ist ein amerikanischer R&B-Sänger, Rapper, Schauspieler und Model.

## Leben und Karriere
Gibson gewann im Alter von 14 Jahren seinen ersten Talent-Wettbewerb, im Alter von 17 Jahren begann er erfolgreich zu modeln und wurde das Exklusivmodel der Marke Guess. Überdies ist er erfolgreicher R&B-Sänger, dessen 1998 erschienenes Debütalbum Tyrese in den USA mit Platin ausgezeichnet wurde. Die folgenden Alben, 2000 Watts (2001) und I Wanna Go There (2003), erreichten Goldstatus.
2003 spielte Gibson neben Paul Walker die zweite Hauptrolle im Actionstreifen 2 Fast 2 Furious. Es folgten Auftritte in Der Flug des Phoenix (2004), Vier Brüder (2005), Death Race (2008) sowie Morbius (2022), den ersten drei Transformers-Filmen (2007–2011) und den Fast-&-Furious-Teilen fünf bis zehn (2011–2023).
Gibsons bisher letztes Studioalbum, Black Rose aus dem Jahr 2015, platzierte sich in den Pop- und R&B-Charts auf der Spitzenposition. Die von ihm gegründete Wohlfahrtsorganisation 2000 Watts unterstützt Kinder aus ärmeren Vierteln in Großstädten.

## Diskografie

### Studioalben
| Jahr | Titel            | Höchstplatzierung, Gesamtwochen, AuszeichnungChartplatzierungen (Jahr, Titel, Platzierungen, Wochen, Auszeichnungen, Anmerkungen) | Höchstplatzierung, Gesamtwochen, AuszeichnungChartplatzierungen (Jahr, Titel, Platzierungen, Wochen, Auszeichnungen, Anmerkungen) | Anmerkungen |
| Jahr | Titel            | US | R&B | Anmerkungen |
| ---- | ---------------- | --- | --- | --- |
| 1998 | Tyrese           | US17 Platin · (36 Wo.)US | R&B6 (49 Wo.)R&B | Erstveröffentlichung: 29. September 1998 Executive Producer: Anthony Morgan, Kevin Evans                         |
| 2001 | 2000 Watts       | US10 Gold · (24 Wo.)US | R&B4 (31 Wo.)R&B | Erstveröffentlichung: 22. Mai 2001 Executive Producer: Anthony Morgan, Greg Parks                                |
| 2003 | I Wanna Go There | US16 Gold · (35 Wo.)US | R&B2 (44 Wo.)R&B | Erstveröffentlichung: 10. Dezember 2002 Executive Producer: Clive Davis, Tyrese                                  |
| 2006 | Alter Ego        | US23 (15 Wo.)US | R&B4 (25 Wo.)R&B | Erstveröffentlichung: 12. Dezember 2006 Executive Producer: Tyrese; Doppelalbum                                  |
| 2011 | Open Invitation  | US9 (29 Wo.)US | R&B2 (64 Wo.)R&B | Erstveröffentlichung: 1. November 2011 Executive Producer: Tyrese, Jeff Robinson, Isabella Castro                |
| 2013 | Three Kings      | US3 (21 Wo.)US | R&B1 (37 Wo.)R&B | Erstveröffentlichung: 20. August 2013; als TGT, mit Ginuwine und Tank Executive Producer: Tyrese, Ginuwine, Tank |
| 2015 | Black Rose       | US1 (18 Wo.)US | R&B1 (40 Wo.)R&B | Erstveröffentlichung: 10. Juli 2015 Executive Producer: Tyrese, Isabella Castro                                  |

### Kompilationen
| Jahr | Titel      | Höchstplatzierung, Gesamtwochen, AuszeichnungChartsChartplatzierungen (Jahr, Titel, Platzierungen, Wochen, Auszeichnungen, Anmerkungen) | Anmerkungen                        |
| Jahr | Titel      | R&B | Anmerkungen                        |
| ---- | ---------- | --- | ---------------------------------- |
| 2008 | Super Hits | R&B27 (6 Wo.)R&B | Erstveröffentlichung: Februar 2008 |

Weitere Kompilationen
- 2007: The Best of Tyrese
- 2011: Playlist: The Very Best of Tyrese
- 2013: S. O. U. L.

### Singles als Leadmusiker
| Jahr | Titel Album                                                       | Höchstplatzierung, Gesamtwochen, AuszeichnungChartplatzierungen (Jahr, Titel, Album, Platzierungen, Wochen, Auszeichnungen, Anmerkungen) | Höchstplatzierung, Gesamtwochen, AuszeichnungChartplatzierungen (Jahr, Titel, Album, Platzierungen, Wochen, Auszeichnungen, Anmerkungen) | Höchstplatzierung, Gesamtwochen, AuszeichnungChartplatzierungen (Jahr, Titel, Album, Platzierungen, Wochen, Auszeichnungen, Anmerkungen) | Anmerkungen                                                                                                  |
| Jahr | Titel Album                                                       | UK | US | R&B | Anmerkungen                                                                                                  |
| ---- | ----------------------------------------------------------------- | --- | --- | --- | --- |
| 1998 | Nobody Else Tyrese                                                | UK59 (1 Wo.)UK | US36 (15 Wo.)US | R&B19 (20 Wo.)R&B | Erstveröffentlichung: August 1998                                                                            |
| 1999 | Sweet Lady Tyrese                                                 | UK55 (2 Wo.)UK | US12 (25 Wo.)US | R&B9 (39 Wo.)R&B | Erstveröffentlichung: Dezember 1998                                                                          |
| 1999 | Lately Tyrese                                                     | — | US56 (13 Wo.)US | R&B12 (25 Wo.)R&B | Erstveröffentlichung: April 1999                                                                             |
| 1999 | The Best Man I Can Be The Best Man: Music from the Motion Picture | — | US77 (12 Wo.)US | R&B20 (24 Wo.)R&B | Erstveröffentlichung: Oktober 1999 mit Ginuwine, R. L. und Case vom Soundtrack des Films The Best Man        |
| 2001 | I Like Them Girls 2000 Watts                                      | — | US48 (19 Wo.)US | R&B15 (20 Wo.)R&B | Erstveröffentlichung: März 2001                                                                              |
| 2001 | What Am I Gonna Do 2000 Watts                                     | — | US71 (18 Wo.)US | R&B24 (22 Wo.)R&B | Erstveröffentlichung: August 2001                                                                            |
| 2002 | How You Gonna Act Like That I Wanna Go There                      | UK30 (4 Wo.)UK | US7 (25 Wo.)US | R&B3 (38 Wo.)R&B | Erstveröffentlichung: November 2002                                                                          |
| 2003 | Signs of Love Makin’ I Wanna Go There                             | — | US57 (14 Wo.)US | R&B18 (23 Wo.)R&B | Erstveröffentlichung: Mai 2003                                                                               |
| 2003 | Pick Up the Phone 2 Fast 2 Furious (Soundtrack)                   | — | — | R&B65 (6 Wo.)R&B | Erstveröffentlichung: August 2003 Tyrese & Ludacris feat. R. Kelly vom Soundtrack des Films 2 Fast 2 Furious |
| 2006 | One Alter Ego                                                     | — | — | R&B26 (26 Wo.)R&B | Erstveröffentlichung: Oktober 2006                                                                           |
| 2007 | Turn Ya Out Alter Ego                                             | — | — | R&B70 (6 Wo.)R&B | Erstveröffentlichung: Januar 2007 Tyrese (aka. Black-Ty) feat. Lil Jon                                       |
| 2011 | Stay Open Invitation                                              | — | — | R&B11 (4 Wo.)R&B | Erstveröffentlichung: August 2011                                                                            |
| 2011 | Too Easy Open Invitation                                          | — | — | R&B38 (13 Wo.)R&B | Erstveröffentlichung: August 2011 feat. Ludacris                                                             |
| 2012 | Nothing on You Open Invitation                                    | — | — | R&B61 (20 Wo.)R&B | Erstveröffentlichung: Februar 2012                                                                           |
| 2015 | Shame Black Rose                                                  | — | — | R&B32 (4 Wo.)R&B | Erstveröffentlichung: Juli 2015                                                                              |

Weitere Singles
- 1998: Promises
- 1999: Criminal Mind
- 2006: Come Back to Me Shawty
- 2006: Get It In (als Black Ty)

### Singles als Gastmusiker
| Jahr | Titel Album                                                   | Höchstplatzierung, Gesamtwochen, AuszeichnungChartplatzierungen (Jahr, Titel, Album, Platzierungen, Wochen, Auszeichnungen, Anmerkungen) | Höchstplatzierung, Gesamtwochen, AuszeichnungChartplatzierungen (Jahr, Titel, Album, Platzierungen, Wochen, Auszeichnungen, Anmerkungen) | Höchstplatzierung, Gesamtwochen, AuszeichnungChartplatzierungen (Jahr, Titel, Album, Platzierungen, Wochen, Auszeichnungen, Anmerkungen) | Anmerkungen                                                          |
| Jahr | Titel Album                                                   | UK | US | R&B | Anmerkungen                                                          |
| ---- | ------------------------------------------------------------- | --- | --- | --- | -------------------------------------------------------------------- |
| 2000 | What’Chu Like Unrestricted                                    | — | US26 (20 Wo.)US | R&B9 (20 Wo.)R&B | Erstveröffentlichung: April 2000 Da Brat feat. Tyrese                |
| 2001 | Just a Baby Boy 2000 Watts                                    | — | US90 (4 Wo.)US | R&B40 (16 Wo.)R&B | Erstveröffentlichung: Mai 2001 Snoop Dogg feat. Tyrese und Mr. Tan   |
| 2006 | Pullin’ Me Back Hoodstar                                      | UK44 (5 Wo.)UK | US9 (20 Wo.)US | R&B1 (30 Wo.)R&B | Erstveröffentlichung: Mai 2006 Chingy feat. Tyrese                   |
| 2007 | Nobody Do It Better Rap-Murr-Phobia: The Fear of Real Hip-Hop | — | — | R&B65 (9 Wo.)R&B | Erstveröffentlichung: Juni 2007 Keith Murray feat. Junior und Tyrese |

## Filmografie (Auswahl)

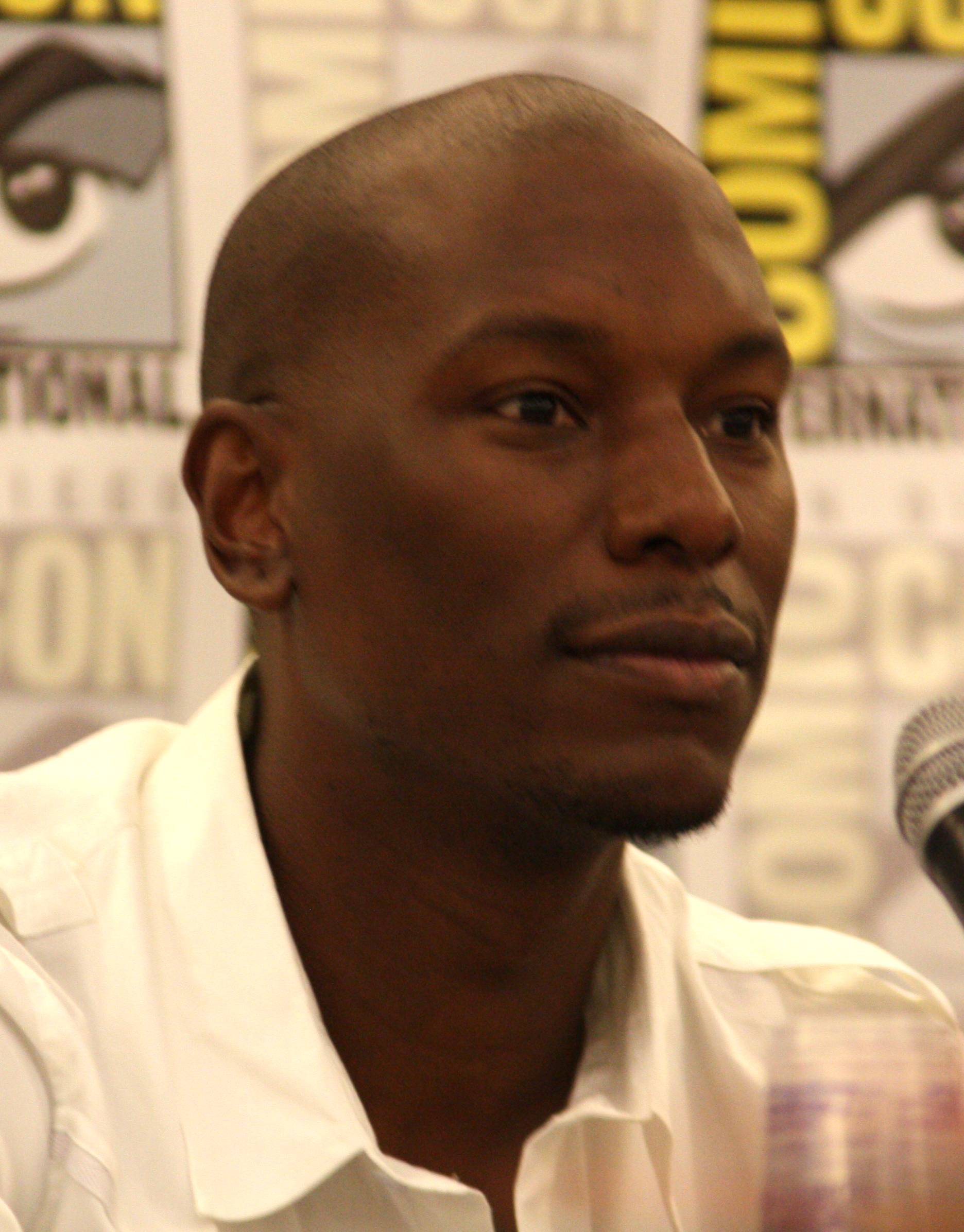
Gibson in San Diego (2009)

- 2001: John Singletons Baby Boy (Baby Boy)
- 2003: 2 Fast 2 Furious
- 2004: Der Flug des Phoenix (Flight of the Phoenix)
- 2005: Vier Brüder (Four Brothers)
- 2006: Annapolis – Kampf um Anerkennung (Annapolis)
- 2006: Rapid Fury – Gnadenlose Rache (Waist Deep)
- 2007: Transformers
- 2007: The Take – Rache ist das Einzige, was zählt (The Take)
- 2008: Death Race
- 2009: Transformers – Die Rache (Transformers: Revenge of the Fallen)
- 2010: Legion
- 2011: Fast & Furious Five (Fast Five)
- 2011: Transformers 3 (Transformers: Dark of the Moon)
- 2013: Fast & Furious 6
- 2013: Black Nativity
- 2015: Fast & Furious 7 (Furious 7)
- 2016: Ride Along: Next Level Miami (Ride Along 2)
- 2017: Star (Fernsehserie, 6 Episoden)
- 2017: Fast & Furious 8 (The Fate of the Furious)
- 2019: Black and Blue
- 2020: The Christmas Chronicles: Teil zwei (The Christmas Chronicles: Part Two)
- 2021: The Masked Singer (Fernsehsendung, Teilnehmer Staffel 5, sechster Platz)
- 2021: Fast & Furious 9 (F9)
- 2021: Rogue Hostage
- 2021: Dangerous
- 2022: Morbius
- 2022: The System
- 2023: Fast & Furious 10 (Fast X)
- 2023: The Collective – Die Jagd beginnt (The Collective)
- 2023: Squealer – The Serial Killer (Squealer)
- 2024: Bloodline Killer